# 샤코이
샤코이(세부아노어: syakoy, 타갈로그어: siyakoy 시야코이)는 필리핀의 꼬인 도넛이다.

## 같이 보기
- 꽈배기
- 필리핏